# 양일동
양일동(梁一東, 1912년 12월 30일 ~ 1980년 4월 1일)은 대한민국 정치인이다. 전라북도 옥구군 출신이다. 본관은 남원이고, 호는 현곡(玄谷)이다. 제3·4·5·8·10대 국회의원을 지냈다. 
1971년 신민당 주류의 유진산과 결별하고 1973년 민주통일당을 창당, 대표 최고위원과 총재를 지냈다. 1973년 중앙정보부 정치공작사건으로 기록된 김대중 납치 사건 때 참고인으로 곤욕을 치르기도 하였다.

## 학력
- 중동고등보통학교 졸업
- 중화민국 북경 민탁(민둬)고급전문학교 상학과 전문학사

## 약력
- 상해임시정부참여
- 치안유지법위반3년6월수형
- 중동중ㆍ고교동창회장
- 임시정부비상국민회의대의원
- 구신민당원내총무ㆍ양원합동회의의장ㆍ기획위의장
- 신민당정무회의부의장
- 민주통일당총재

## 역대 선거 결과
|  | 11.24% |

|  | 30.37% |

|  | 52.41% |

|  | 61.63% |

|  | 59.26% |

|  | 24.84% |

|  | 30.77% |